# Magnolia (Delaware)
Magnolia – miasto w Stanach Zjednoczonych, w stanie Delaware, w hrabstwie Kent.